# تورستن يوهانسون (لاعب كرة قدم)
تورستن يوهانسون (بالسويدية: Torsten Johansson)‏ هو لاعب كرة مضرب ولاعب كرة قدم سويدي، ولد في 11 أبريل 1920 في Karlsborg Municipality ‏ في السويد، وتوفي في 14 مايو 2004. شارك مع منتخب السويد لكرة القدم.

## وصلات خارجية
- تورستن يوهانسون على موقع رابطة محترفي التنس (الإنجليزية)
- تورستن يوهانسون على موقع الاتحاد الدولي لكرة المضرب (الإنجليزية)
- تورستن يوهانسون على موقع كأس ديفيز (الإنجليزية)
- تورستن يوهانسون على موقع بطولة ويمبلدون (الإنجليزية)
- تورستن يوهانسون على موقع خلاصة التنس.كوم (الإنجليزية)